# Ateuchosaurus
Ateuchosaurus — рід ящірок родини сцинків (Scincidae). Включає три види. Поширений в Японії, Китаї та В'єтнамі.

## Види
- Ateuchosaurus chinensis Gray, 1845
- Ateuchosaurus okinavensis (Thompson, J.C. 1912)
- Ateuchosaurus pellopleurus (Hallowell, 1861)